# Bassin de l'Oparara
Pour les articles homonymes, voir Oparara.

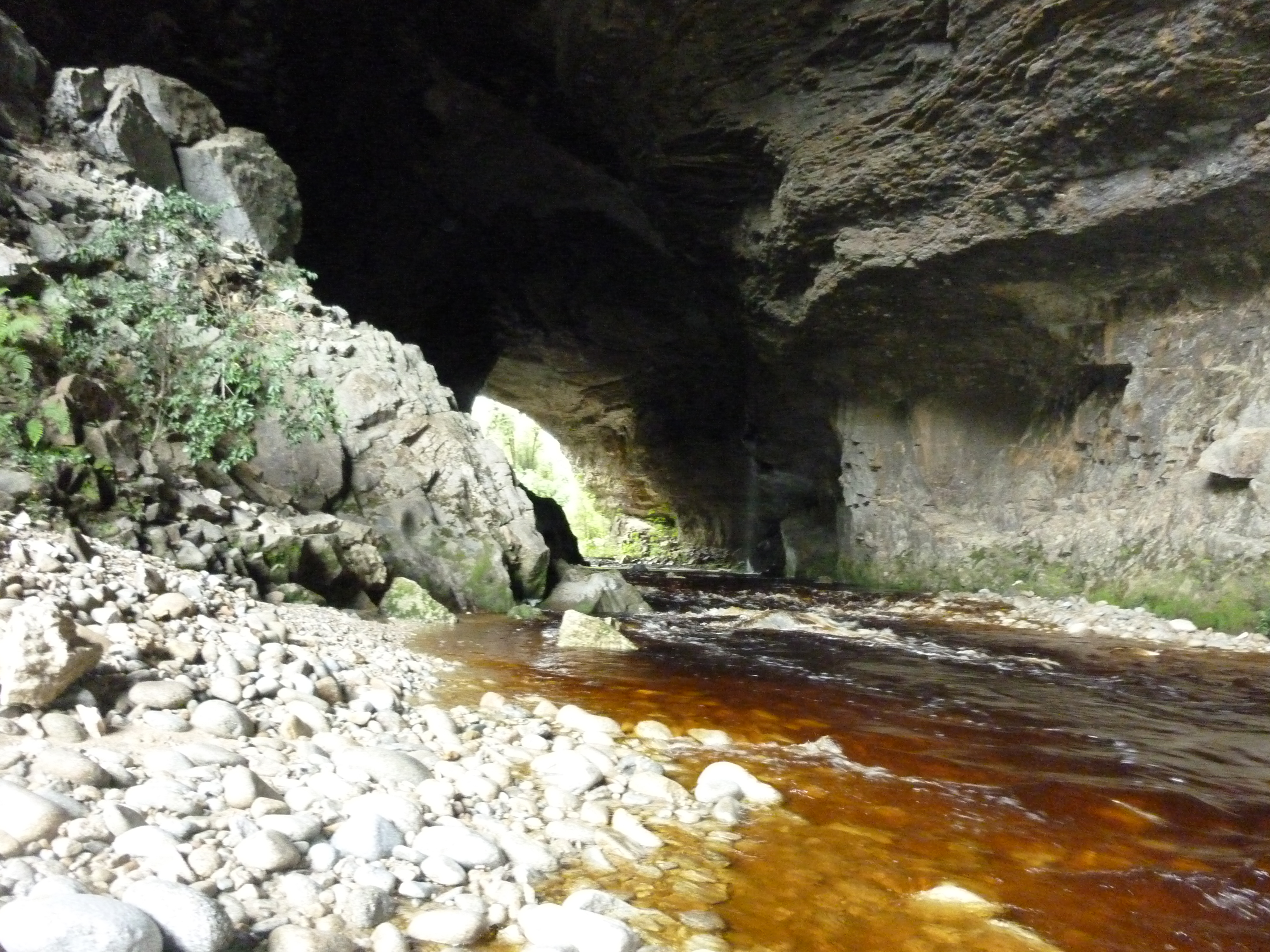
L'arche de l'Oparara

Le bassin de l'Oparara (Oparara Basin) est une cuvette drainée par l'Oparara, à 20 km au nord de Karamea, sur la côte ouest de l'île du Sud de la Nouvelle-Zélande. Avec trois grandes arches naturelles, un réseau de grottes riches en fossiles et une nature totalement vierge caractéristique des forêts tempérées humides, il s'agit d'un des endroits les plus remarquables du parc national de Kahurangi.

## Histoire
Milieu naturel relativement clos et isolé, le bassin de l'Oparara est resté longtemps protégé de l'influence humaine. Cependant on retrouve dès les années 1880 des cartes précisant l'emplacement des arches naturelles.
La petite scierie Mccallums entreprit l'exploitation forestière du secteur. Cependant les zones d'abattage devenant de plus en plus éloignées de la scierie, il fallut construire une route d'accès dans un milieu accidenté. Les coûts d'entretien et les prolongations de cette route devinrent au fil du temps insupportables et, après quelques changements de propriétaires et une tentative trop tardive de reboisement, la scierie fit définitivement faillite.
Au moment de cette faillite, une campagne importante fut menée pour assurer la protection et la mise en valeur du bassin, ainsi que l'entretien de la route. En effet, quoique très isolé des grands circuits touristiques, ce bassin présente des caractéristiques exceptionnelles : le cœur du bassin est resté totalement vierge de toute intervention humaine, et des formations géologiques grandioses, les arches et les grottes de l'Oparara, peuvent y être contemplées. Cette campagne déboucha par la fondation de l'Oparara Valley Project Trust et par l'achat de la zone le 1er octobre 2004.
Certains noms de lieux restent marqués par le tournage du premier opus du Seigneur des anneaux de Peter Jackson. Les moria gate et Mirror Tarn permettent de situer ces paysages dans la célèbre trilogie.  Les noms données aux ruisseaux voisins, Galadriel creek, Nimrodel creek, Narya creek, Nenya creek et Celeborn creek entretiennent également le souvenir de ce tournage.

Vue panoramique à 180° du bassin de l'Oparara, du haut de la route d'accès.

## Géologie et climat
Le bassin Oparara est établi sur un socle granitique de 350 millions d'années recouvert d'une fine strate de calcaire d'environ 35 millions d'années. Enfin, une couche superficielle de mudstone gris-bleu (ou papa, une roche sédimentaire composée d'argile ou de boue) recouvre le tout.
Les intenses précipitations (6 mètres de précipitations par an) combinées avec une végétation luxuriante, ont érodé l'essentiel de la couche de calcaire d'une épaisseur initiale de 15 à 60 mètres. Le bassin présente actuellement des caractéristiques typiques d'un poljé, avec des îlots de calcaire riches en fossiles, dont une butte-témoin, l'Honeycomb Hill.
L'activité tectonique soutenue, tout comme les variations de niveau de la mer toute proche, a permis l'apparition de formations géologiques exceptionnelles, notamment de grandes arches naturelles, au nombre de trois. L'eau rendue acide par la végétation y a permis la formation de grottes riches en spéléothèmes tels que cave popcorn (en), gours, mondmilch… Ces formations disparaissent parfois étant donné les mouvements de la roche.

## Biologie

### Paléozoologie
Une des contributions les plus remarquables de la spéléologie à la zoologie consiste en la découverte, dans les grottes de la colline de l'Honeycomb, d'ossements d'animaux disparus au moment de la colonisation humaine des îles. Le réseau, découvert en 1976, a été considéré dès 1982 comme un site de paléozoologie d'intérêt mondial. En 1984, une première campagne systématique permettait d'y trouver des ossements d'une cinquantaine d'espèces d'oiseaux, la plupart éteintes, dont :
- neuf espèces différentes de moa (dont des squelettes sont visibles dans les grottes) ;
- le canard de Finsch (en), le plus grand canard inapte au vol connu ;
- l'aigle géant de Haast, le plus grand aigle connu. Ces grottes sont le seul endroit où on a pu y trouver des squelettes complets[3], exposés aujourd'hui au National Museum de Wellington ;
- le minuscule xénique de Stephens, peut-être le seul passereau incapable de voler ;
- l'Aptornis otidiformis (en), ou râle géant ;
- l'Aegotheles novazelandiae (en), ou égothèle de Nouvelle-Zélande.

On trouve également des os d'amphibiens et de lézards, ainsi que les restes de près de 40 espèces différentes d'escargots.
Cette richesse s'explique par le fait que les trous dans le calcaire ont pu piéger des os, ce qui les a protégés de la dispersion due aux abondantes pluies. Par la suite, les conditions particulières des grottes calcaires (l'os et le calcaire sont chimiquement proches, et les conditions thermiques sont constantes), ont permis de retrouver des squelettes intacts datant de plus de 20 000 ans.
En 2008, le parc national de Kahurangi a été agrandi de 38 hectares supplémentaires pour compléter la protection du réseau de grottes de l'Honeycomb.

### Espèces remarquables et endémisme
Des espèces rares de bryophytes et de fougères poussent près des arches et à l'entrée des grottes. Une très rare mousse, l'epipterygium opararense (sv), a été nommée d'après le bassin, sa seule population connue se limitant, malgré des recherches méticuleuses, à 175 exemplaires situés à deux mètres d'un sentier de randonnée.
Le bassin se distingue également par la richesse de sa faune endémique à la Nouvelle-Zélande. Des espèces d'oiseaux endémiques et classées espèces menacées peuvent y être vues :
- Hyménolaime bleu, un canard aux pattes bleues, classé espèce menacée[7] ;
- Kiwi roa, la plus grande espèce de kiwi, dont le nombre est estimé à un peu plus de 20 000 individus, tous localisés sur l'île du Sud de la Nouvelle-Zélande.

D'autres oiseaux moins menacés mais également endémiques peuvent y être vus : Nestor kéa, Nestor superbe, Râle wéka, Faucon de Nouvelle-Zélande, Tadorne de paradis…
Dans les grottes, d'autres espèces endémiques du pays sont représentées :
- Spelungula cavernicola, une grande araignée détectant ses proies par leurs vibrations ;
- Arachnocampa luminosa (Glowworm) une larve de diptère capturant ses proies en émettant de la lumière ;
- Mystacina robusta, une espèce de chauve-souris à queue courte, endémique à la Nouvelle-Zélande[8].

Powelliphanta marchantii, un gros escargot (jusqu'à 70 mm de long) carnivore protégé, endémique de Nouvelle-Zélande est rigoureusement protégé: même les coquilles vides sont interdites de ramassage. Une espèce proche, powelliphanta annectens (en), n'a été jusqu'ici trouvée qu'à proximité de la rivière Oparara, dans des secteurs situés vers 700 mètres d'altitude.
Le bassin a également donné son nom au genre d'araignées Oparara, comprenant deux espèces, Oparara karamea et Oparara vallus qui sont endémiques de cette région.

## Lieux remarquables

### Arches naturelles
L'arche de l'Oparara : taillée par la rivière dans le calcaire, cette immense arche (presque un tunnel) mesure 219 mètres de long, 79 mètres de portée et monte jusqu'à 43 mètres au-dessus du niveau de l'eau.
L'arche des portes de la Moria (Moria Gate Arch) : plus petite que l'arche de l'Oparara, elle fait 19 mètres de haut et 43 mètres de large. Elle a adopté le nom de la scène du film Le Seigneur des anneaux.
L'arche de l'Honeycomb Hill est la plus difficile d'accès : situé dans la zone d'accès restreint du parc, elle ne peut être atteinte que par une expédition en kayak, obligatoirement encadrée par un guide.

### Grottes de l'Honeycomb Hill
Si les orpailleurs et les chasseurs de daims avaient souvent rapporté les spectaculaires formations de cet endroit, mais ce n'est qu'en 1970 que Barry Norman et Stopforth Chalmerse, employés au Service des Forêts, découvrirent la résurgence du ruisseau Honeyflow. Une exploration par le Buller Caving Group dans les années 1980 commença l'inventaire des quelque 70 entrées donnant sur 13 km de galeries situées sous la butte-témoin de l'Honneycomb (Honneycomb Hill). Ces explorations révélèrent l'intérêt scientifique international de ce réseau de grottes en y découvrant la plus grande variété d'os d'oiseaux fossiles jamais trouvée en Nouvelle-Zélande.

### Autres lieux remarquables
Les grottes de l'Honneycomb Hill étant dans la zone d'accès restreint au cœur du parc, elles ne peuvent être visités qu'avec un guide. D'autres grottes sont visitables librement:
- Grottes de Crazy Paving
- Grottes du Box Canyon

La couleur de la rivière est due au tanin rejeté dans l'eau par la décomposition de la végétation. Cette couleur brune comme du thé, qui se détache particulièrement bien sur le blanc du calcaire, est une caractéristique de cet endroit.
Le lac Mirror Tarn conserve, par son nom, le souvenir du tournage du film Le Seigneur des anneaux. Il fait partie des lieux les plus reconnaissables du film de Peter Jackson.

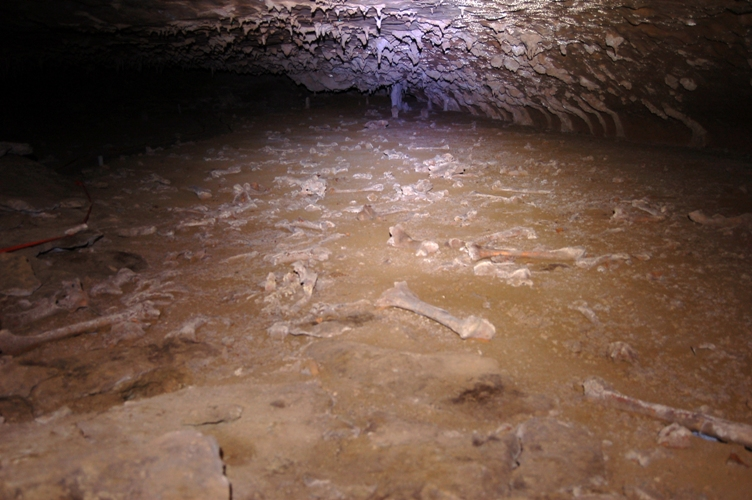
Ossements de moa dans les grottes d'Honeycomb
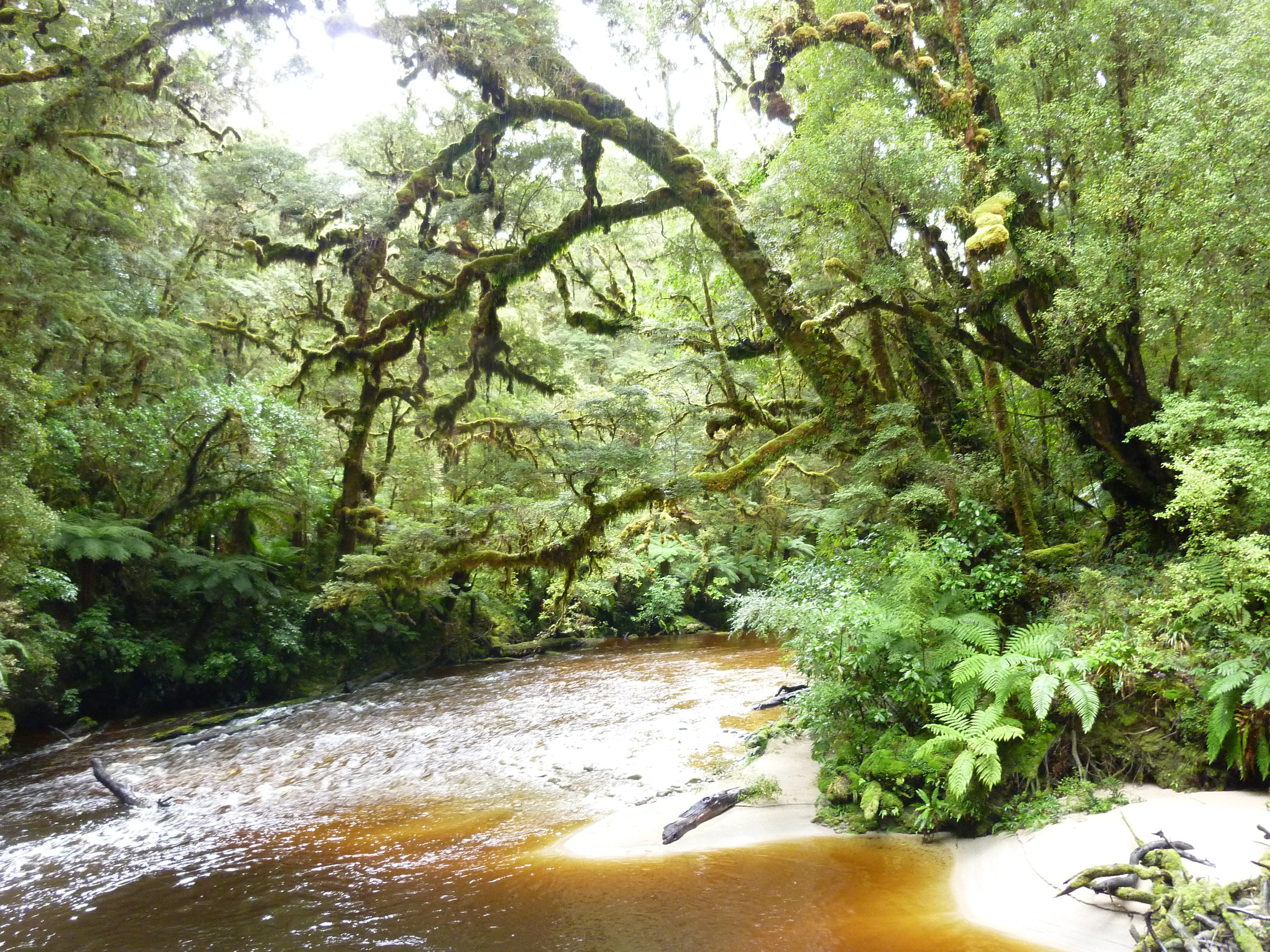
Forêt primaire et rivière
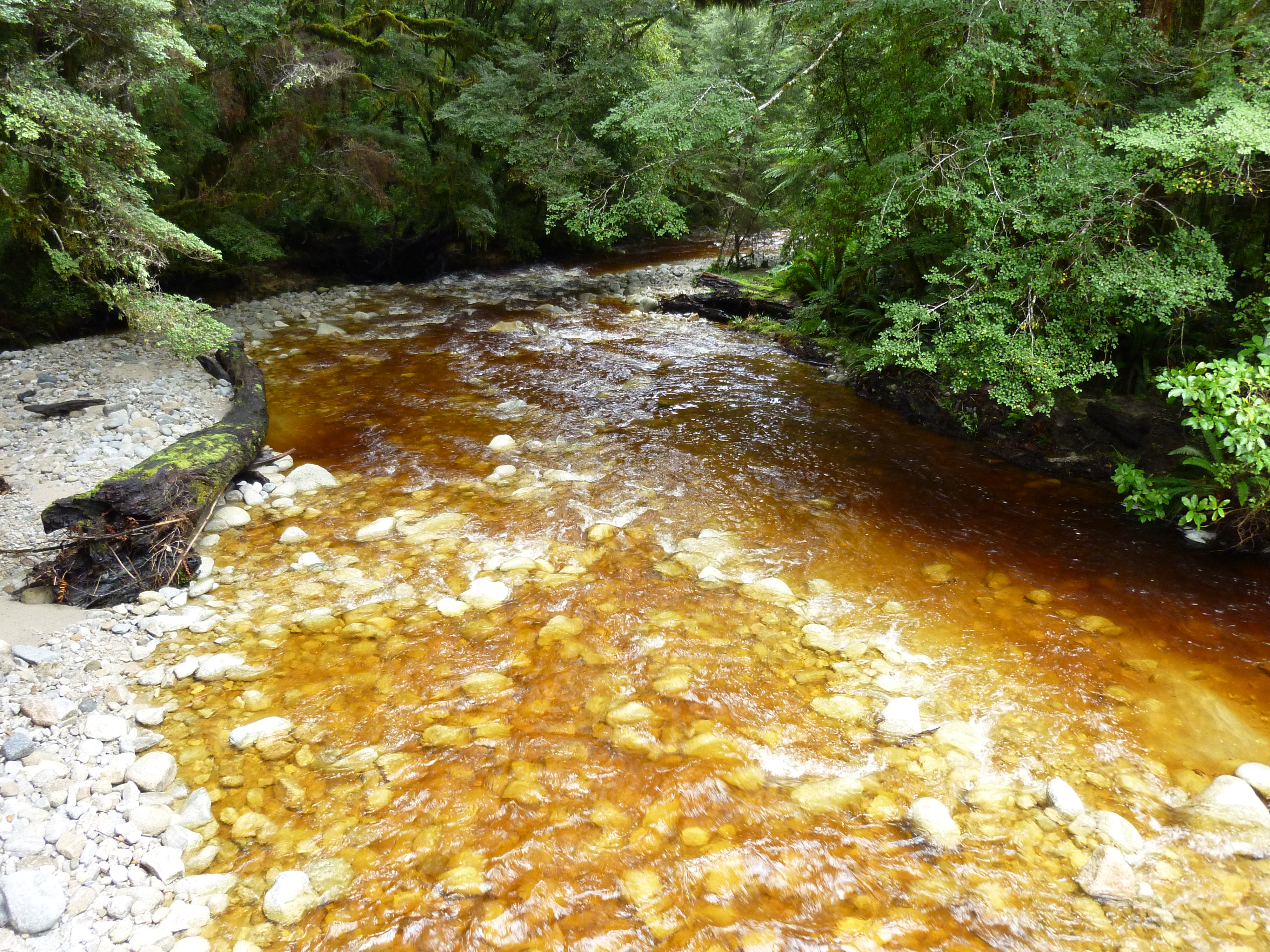
Rivière Oparara (noter la couleur de l'eau due au tanin)
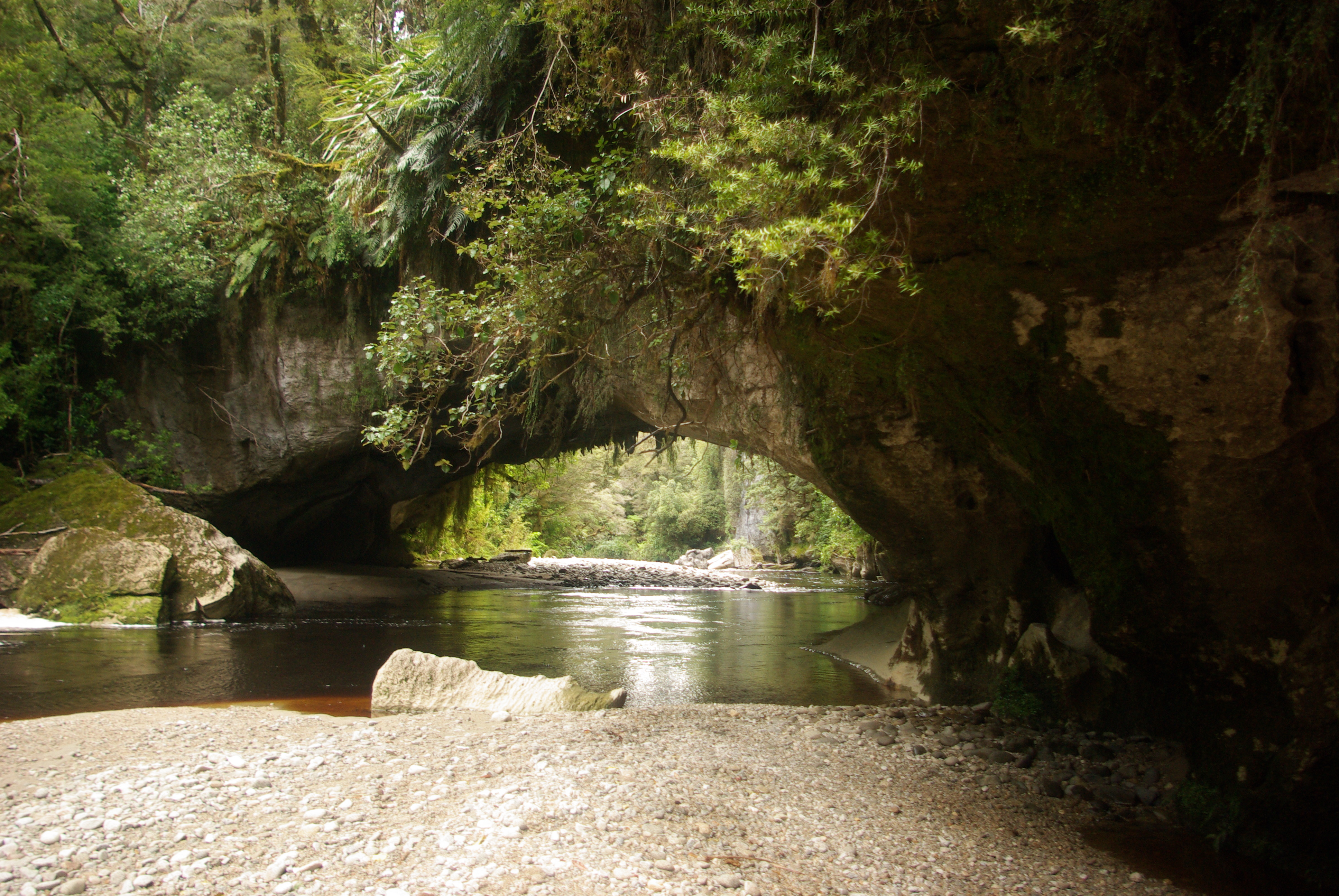
Arche des portes de la Moria